# Cyrtodactylus mandalayensis
Espèce
Cyrtodactylus mandalayensis est une espèce de geckos de la famille des Gekkonidae.

## Répartition
Cette espèce est endémique de Birmanie.

## Étymologie
Son nom d'espèce, composé de mandalay et du suffixe latin -ensis, « qui vit dans, qui habite », lui a été donné en référence au lieu de sa découverte : la région de Mandalay.

## Publication originale
- Mahony, 2009 : Taxonomic status of Cyrtodactylus khasiensis tamaiensis (Smith, 1940) and description of a new species allied to C. chrysopylos Bauer, 2003 from Myanmar (Reptilia: Gekkonidae). Hamadryad, vol. 34, n. 1, p. 62–74.